# Gonzalo Capellán
Gonzalo Capellán de Miguel (ur. 23 stycznia 1972 w Haro) – hiszpański samorządowiec, historyk i dyplomata, minister w rządzie wspólnotowym, od 2023 prezydent La Rioja.

## Życiorys
Syn alkada Haro Patricio Capellána. W 1995 kończył historię i geografię na Uniwersytecie w Kantabrii, w 1999 uzyskał doktorat z historii współczesnej. Odbywał staże naukowe na uczelniach w Berlinie i Kilonii oraz w Tufts University. Wykładał m.in. na macierzystej uczelni oraz Uniwersytecie Kraju Basków, w pierwszej z nich od 2008 do 2010 pozostawał zastępcą rektora. W 2020 objął stanowisko profesorskie na Uniwersytecie La Rioja. 
Od 2003 do 2005 dyrektor generalny ds. kultury w rządzie La Rioja. W 2007 wybrany do parlamentu tej wspólnoty autonomicznej z ramienia Partii Ludowej, zrezygnował z mandatu w kolejnym roku. W latach 2011–2014 zasiadał w rządzie La Rioja, odpowiadając za kulturę, edukację i turystykę. Następnie do 2020 był radcą ds. edukacji w ambasadzie Hiszpanii w Londynie. W 2023 wybrany do parlamentu wspólnoty autonomicznej La Rioja jako główny kandydat ludowców. 29 czerwca tegoż roku wybrany prezydentem La Rioja głosami swojej partii.
Żonaty, ma dwoje dzieci.